# Gotzone Mora
Gotzone Mora Temprano (Bilbao, 1948) es una política española, miembro del PSE-EE hasta marzo de 2008, cuando fue expulsada del partido por pedir el voto para el Partido Popular. Fue concejal hasta 2007 en el municipio vizcaíno de Guecho. Ejerció la docencia entre 1978 y 2017. Es experta en flujos migratorios y movimientos sociales.[cita requerida] Fue profesora de Sociología de la Universidad del País Vasco hasta 2017.

## Biografía
Dentro del PSE-EE se enmarcó dentro de las corrientes encabezadas por Rosa Díez o Nicolás Redondo Terreros por su rechazo al entendimiento con el nacionalismo vasco, por su defensa de una alianza antiterrorista con el Partido Popular y por sus críticas a la gestión del Gobierno de José Luis Rodríguez Zapatero. Desde 2000 lleva escolta al haberse encontrado información detallada sobre ella en una documentación incautada a ETA. En el año 2002 fue uno de los 42 profesores de la UPV que firmaron un manifiesto afirmando que en esta actuába una «red mafiosa que apoya, justifica y explota el terrorismo en su propio beneficio, sin que su colaboración con ETA haya sido perseguida como se debe».
En 2005 aceptó la presidencia del Foro Regional de la Inmigración de la Comunidad de Madrid, un órgano consultivo creado en 1998, para el que fue propuesta por Esperanza Aguirre. Ante el proceso de negociación con ETA, iniciado tras la tregua declarada el 22 de marzo de 2006 por esta, mostró su oposición a cualquier tipo de negociación con la banda terrorista, a pesar del compromiso de su partido de no tratar temas políticos en las conversaciones con la banda. Sus críticas a la política del gobierno de José Luis Rodríguez Zapatero la llevaron a ser expulsada de la tribuna de invitados del Congreso de los Diputados, por increpar al presidente, en una sesión en la que este anunciaba su intención de pedir permiso al Parlamento para iniciar los contactos con ETA. A raíz de este incidente, miembros del PSE-EE pidieron su expulsión del partido. Tras no ser candidata de su partido en las municipales de 2007 (en las que pidió públicamente el voto para el Partido Popular en toda España), asumió el cargo de secretaria autonómica de Inmigración y Ciudadanía del gobierno de la Comunidad Valenciana, en manos del Partido Popular. El 19 de marzo de 2008 se anunció su expulsión del PSOE por haber pedido el voto para el Partido Popular. La dirección del PSOE la acusa de haberlo hecho desde el año 2004. Unos años más tarde rompería también con el PP tras su destitución como secretaria autonómica.
También colaboró como tertuliana en el programa La Linterna de la Cadena COPE, dirigido por César Vidal. Desde septiembre de 2009 colaboró en el programa de César Vidal Es la noche, esta vez en la emisora esRadio. Tanto en un programa como en otro, Gotzone Mora ha realizado declaraciones que han levantado cierta polémica.
También colaboró frecuentemente en el programa "Más allá de la Noticia" emitido en UPV-TV.
En diciembre de 2003 fue galardonada por el Consejo de Ministros presidido por el presidente José María Aznar con la Medalla de la Orden del Mérito Constitucional.